# Elm River Township (Illinois)
Elm River Township est un township du comté de Wayne dans l'Illinois, aux États-Unis,. En 2010, le township comptait une population de 3 757 habitants.

## Source de la traduction
- (en) Cet article est partiellement ou en totalité issu de l’article de Wikipédia en anglais intitulé « Elm River Township, Wayne County, Illinois » (voir la liste des auteurs).